# Robert A. Doughty
Robert Allan Doughty (* 4. November 1943) ist ein US-amerikanischer Brigadegeneral (Ret.) und Militärhistoriker.

## Leben
Doughty studierte an der United States Military Academy in West Point. Er war Ende der 1970er Jahre Major am Combat Studies Institute des Command and General Staff College in Fort Leavenworth. Von 1981 bis 1985 war er Associate Professor und von 1985 bis 2005 Professor an der United States Military Academy. 1984/85 war er stellvertretender Leiter und ab 1985 Leiter des dortigen Department of History. 1995/96 war er Inhaber des Harold Keith Johnson Chair of Military History am U.S. Army Military History Institute. 2009 hielt er die Harmon Memorial Lecture in Military History an der United States Air Force Academy in Colorado Springs.

## Auszeichnungen
- 1986: Paul Birdsall Prize, American Historical Association (für The Seeds of Disaster: The Development of French Army Doctrine, 1919–1939)
- 2005: The Arthur Goodzeit Book Award, New York Military Affairs Symposium (für Pyrrhic Victory: French Strategy and Operations in the Great War)
- 2006: Norman B. Tomlinson, Jr. Book Prize, Western Front Association (heute: World War One Historical Association) (für Pyrrhic Victory: French Strategy and Operations in the Great War)
- 2006: Samuel Eliot Morison Prize, Society for Military History
- 2007: Distinguished Book Award, Society for Military History (für Pyrrhic Victory: French Strategy and Operations in the Great War)

## Schriften (Auswahl)
- Pyrrhic victory: French military strategy and operations in the great war, Harvard University Press 2008
- mit Roy K. Flint, Ira D. Gruber: Warfare in the western world, Band 1, Military operations from 1600 to 1871, D. C. Heath 1996
- mit Gruber, Flint: Warfare in the western world, Band 2, Military operations since 1871, D. C. Heath 1996
  - daraus: The American Civil War: The Emergence of Total Warfare, D. C. Heath 1996
- The breaking point. Sedan and the fall of France 1940, Archon Books 1990
- The seeds of desaster: the development of french army doctrine 1919–1939, Hamden, Connecticut: Archon Books 1985
- The evolution of US Army tactical doctrine, 1946–1976, Leavenworth Papers 1979
- French antitank doctrine 1940. The antidot that failed, Military Review, Band 56, 1976, Nr. 5, 36–48
- The enigma of french armored doctrine 1940, Armor, September/Oktober 1974, S. 39–44
- De Gaulle’s concept of a mobile professional army: genesis of french defeat ?, Parameters, 1974, Nr. 4, S. 23–34